# Luís Henrique Eloy e Silva
Luís Henrique Eloy e Silva, (Nepomuceno, 6 de setembro de 1970) é um padre brasileiro da Igreja Católica, atual Reitor da Pontifícia Universidade Católica de Minas Gerais.

## Biografia
Pe. Luís Henrique Eloy e Silva é doutor e mestre em Ciências Bíblicas pelo Pontifício Instituto Bíblico de Roma e graduado em Teologia pela Pontifícia Universidade Católica do Rio de Janeiro. Realizou estágio pós-doutoral na Universidade de Teologia da Universidade Ludwig-Maximilians de Munique, Alemanha, e possui diploma em piano pela Escola de Música, Artes Plásticas e Cênicas Maestro Fêgo Camargo de Taubaté.
Na PUC Minas, é membro do corpo docente do Curso de graduação em Teologia do Instituto de Filosofia e Teologia Dom João Resende Costa, foi coordenador e professor dos cursos de pós-graduação lato sensu em Hermenêutica Bíblica e em Teologia do Cuidado e da Cura. Em 2022, assumiu a Reitoria da Universidade.
Na CNBB, é perito da Comissão Episcopal Pastoral para a Doutrina da Fé da CNBB e coordenou a equipe de revisão final da tradução da Bíblia da CNBB, cuja edição oficial foi lançada em 2018.
No Vaticano, foi nomeado pelo Papa Bento XVI perito na XII Assembleia Ordinária do Sínodo dos Bispos sobre a Palavra de Deus na Vida e na Missão da Igreja que ocorreu em 2008 e, desde outubro de 2014, é membro da Pontifícia Comissão Bíblica, órgão da Dicastério para a Doutrina da Fé, por nomeação do Papa Francisco.
Compõe o Conselho Superior da Associação Nacional de Escolas Católicas (Anec) durante o quadriênio 2024-2028.